# Giaever Glacier
Giaever Glacier är en glaciär i Antarktis. Den ligger i Östantarktis. Norge gör anspråk på området. Giaever Glacier ligger 2 155 meter över havet.
Terrängen runt Giaever Glacier är platt söderut, men norrut är den kuperad. Trakten är obefolkad. Det finns inga samhällen i närheten.